# Thủy Đông
Thủy Đông là một xã thuộc huyện Thạnh Hóa, tỉnh Long An, Việt Nam.

## Địa lý
Xã Thủy Đông có vị trí địa lý:
- Phía đông giáp xã Tân Tây
- Phía tây giáp thị trấn Thạnh Hóa và xã Thạnh An
- Phía nam giáp tỉnh Tiền Giang
- Phía bắc giáp xã Thuận Nghĩa Hòa và huyện Thủ Thừa.

Xã có diện tích 44,19 km², dân số năm 1999 là 5.268 người, mật độ dân số đạt 119 người/km².

## Hành chính
Xã được chia thành 4 ấp: Nước Trong, Đông Hòa, Bến Kè, Voi Đình.

## Lịch sử
Sau năm 1975, Thủy Đông là một xã thuộc huyện Mộc Hóa.
Ngày 19 tháng 9 năm 1980, huyện Mộc Hóa được chia thành hai huyện Mộc Hóa và Tân Thạnh, xã Thủy Đông thuộc huyện Tân Thạnh.
Ngày 26 tháng 6 năm 1989, Hội đồng Bộ trưởng ban hành Quyết định 74-HĐBT. Theo đó, tách một phần diện tích và dân số của xã Thủy Đông để thành lập xã Thủy Tây và thị trấn Thạnh Hóa; đồng thời chuyển thị trấn Thạnh Hóa và các xã Thủy Đông, Thủy Tây về huyện Thạnh Hóa mới thành lập.
Sau khi điều chỉnh địa giới hành chính, xã Thủy Đông còn lại 4.530 ha diện tích tự nhiên và 2.094 người.